# Elsabe Kalsbeek-Schimmelpenninck van der Oye
Elsabe Margareta Kalsbeek-barones Schimmelpenninck van der Oije (Amsterdam, 19 april 1941) is een Nederlands voormalig politica.

## Leven en werk
Kalsbeek-Schimmelpenninck van der Oye is een lid van de familie Schimmelpenninck van der Oye en werd in 1941 geboren als Elsabe Margareta barones Schimmelpenninck van der Oije, als dochter van Cornelis Johannes baron Schimmelpenninck van der Oye (1906-1987) en Johanna Petronella Adolphina gravin van Limburg Stirum (1902-1993). Zij was van 2003 tot 2007 lid van de VVD-fractie in de Eerste Kamer der Staten-Generaal. In de Eerste Kamer hield ze zich bezig met cultuur en sociale zaken en werkgelegenheid. Daarvoor was ze onder meer werkzaam als kalligrafe, lid van Provinciale Staten van Overijssel en docente Arbeidsrecht en Socialezekerheidsrecht aan een HEAO. Kalsbeek-Schimmelpenninck van der Oye was ook beleidsmedewerkster bij zorggerelateerde instellingen.

## Privé
Kalsbeek-Schimmelpenninck van der Oyes was sinds 1965 getrouwd met de ergonoom dr. Johan Wilhelm Hendrik Kalsbeek (1921-2017). Onder haar voorouders zijn diverse oud-Eerste Kamerleden, zoals Willem Anne Schimmelpenninck van der Oye, Sjuck van Welderen Rengers en Louis Gaspard Adrien van Limburg Stirum. Zij is een zus van Coen Schimmelpenninck van der Oije.
- Parlement.com: vggj1ffv20e6